# Thoracaphis quercifoliae
Thoracaphis quercifoliae är en insektsart. Thoracaphis quercifoliae ingår i släktet Thoracaphis och familjen långrörsbladlöss. Inga underarter finns listade i Catalogue of Life.